# Exocentrus vetustus
Exocentrus vetustus là một loài bọ cánh cứng trong họ Cerambycidae.